# Marktoberdorf
Marktoberdorf là một đô thị ở Ostallgäu bang Bayern thuộc nước Đức. Đây cũng là thủ phủ của huyện Ostallgäu.